# Santos Hernández Rodríguez
Santos Hernández Rodríguez (Madrid, España, 1874 – Madrid, España, 08 de marzo de 1943) fue un lutier español, especializado en la construcción de guitarras clásicas y de flamenco.

## Vida
Nacido en Madrid en 1873, Hernández comenzó su carrera en la lutería a los 10 años, como aprendiz de Valentín Viudes. Posteriormente perfeccionó sus habilidades bajo la tutela de renombrados luthiers como Rafael Ortega y Saturnino Rojas.
En 1905, Hernández se unió al taller de Manuel Ramírez, un destacado fabricante de guitarras españolas, donde trabajó como capataz. Durante este tiempo, construyó la famosa guitarra de 1912 de Manuel Ramírez, utilizada por Andrés Segovia, que desempeñó un papel clave en la popularización de la guitarra española a nivel internacional.
En 1921, Hernández estableció su propio taller en Madrid, marcando un nuevo capítulo en su carrera.  Sus guitarras, conocidas por su precisión y excelencia tonal, atrajeron a músicos célebres como Regino Sainz de la Maza y Ramón Montoya. Sus diseños influyeron significativamente en las tradiciones de fabricación de guitarras clásicas y flamencas.
Los instrumentos de Hernández ganaron amplia aclamación, destacándose en importantes actuaciones, como el estreno del "Concierto de Aranjuez" de Joaquín Rodrigo en 1940. Su taller se convirtió en un punto de encuentro para guitarristas que buscaban instrumentos artesanales de alta calidad que combinaran arte y funcionalidad.

## Legado
Hernández falleció el 18 de marzo de 1943 en Madrid. Tras su muerte, su viuda, Matilde Ruiz López, gestionó brevemente su taller, preservando su legado. Sus instrumentos siguen siendo muy valorados por coleccionistas y músicos. 
El Centro de la Vihuela de Mano y la Guitarra Española, ubicado en Sigüenza, Guadalajara, cuenta con una reconstrucción del taller de Santos Hernández Rodríguez.